# Alexandre Adabachyan
Alexandre Artemovitch Adabachyan (en russe : Алекса́ндр Артёмович Адабашья́н), né le 10 août 1945 à Moscou, est un acteur et scénariste russe.

## Biographie
Alexandre Adabachyan naît dans une famille arménienne; il est le fils d'Artem Adabachyan et de Valentina Barkhoudarova, mais élevé dans la culture russe il ne parle pas arménien. En 1969-1971, il fait ses études à la faculté d'art du métal à l'Académie d'art industriel Sergueï Stroganov de Moscou. En 1970, il travaille comme décorateur sur le film de fin d'études de son ami Nikita Mikhalkov Une journée tranquille à la fin de la guerre. Leur collaboration se poursuit sur Le Nôtre parmi les autres (1974), Esclave de l'amour (1975), où Adabachyan est présent en qualité de directeur artistique. Pour d'autres films de Mikhalkov il écrit également des scénarios (Partition inachevée pour piano mécanique 1977, Cinq soirées 1979, Quelques jours de la vie d'Oblomov 1979, Les Yeux noirs 1987). Il apparait lui-même à l'écran dans de petits rôles, en créant notamment le personnage inoubliable de Barrymore maître d'hôtel de Baskerville Hall dans Le Chien des Baskerville toujours chez Mikhalkov en 1981.
Il débute comme réalisateur avec Mado, poste restante en 1990. Deuxième film de Adabachyan est Azazel (2002).

## Filmographie partielle

### Acteur
- 1974 : Le Nôtre parmi les autres (Свой среди чужих, чужой среди своих) de Nikita Mikhalkov : informateur
- 1975 : Esclave de l'amour (Раба любви) de Nikita Mikhalkov : réalisateur du muet
- 1978 : Sibériade (Сибириада) d'Andreï Kontchalovski : vendeur
- 1979 : Cinq soirées (Пять вечеров) de Nikita Mikhalkov : Timofeyev
- 1981 : Le Chien des Baskerville d'Igor Maslennikov : Barrymore
- 1981 : La Parentèle (Родня) de Nikita Mikhalkov
- 1982 : Vols entre rêve et réalité (Полёты во сне и наяву) de Roman Balaïan : sculpteur
- 1987 : Les Yeux noirs (Oci ciornie) de Nikita Mikhalkov
- 2005 : Le Maître et Marguerite (Мастер и Маргарита) de Vladimir Bortko
- 2007 : 12 (Twelve Angry Men) de Nikita Mikhalkov
- 2010 : Soleil trompeur 2 (Утомлённые солнцем 2) de Nikita Mikhalkov
- 2013 : Sherlock Holmes (Шерлок Холмс) d'Andreï Kavoune : rédacteur du journal (série télévisée)
- 2013 : Piotr Lechtchenko (Пётр Лещенко. Всё, что было…) de Vladimir Kott : Paul, barman
- 2014 : Sunstroke (Солнечный удар) de Nikita Mikhalkov

### Réalisateur
- 1990 : Mado, poste restante (Мадо, до востребования)
- 2002 : Azazel (Азазель)

### Scénariste
- 1973 : Le Soupirant (Поклонник) d'Ali Khamraev
- 1977 : Partition inachevée pour piano mécanique (Неоконченная пьеса для механического пианино) de Nikita Mikhalkov
- 1977 : Transsibérien (Транссибирский экспресс) de Eldor Ourazbaïev
- 1979 : Cinq soirées (Пять вечеров) de Nikita Mikhalkov
- 1980 : Quelques jours de la vie d'Oblomov (Несколько дней из жизни И. И. Обломова) de Nikita Mikhalkov
- 1983 : La Recette de sa jeunesse (Рецепт её молодости) de Evgueni Ginzburg
- 1986 : Mon clown préféré (Мой любимый клоун) de Youri Kouchnerev
- 1987 : Les Yeux noirs (Очи чёрные) de Nikita Mikhalkov
- 1990 : Mado, poste restante (Мадо, до востребования) de lui-même
- 1993 : Nastia de Gueorgui Danielia
- 2013 : Ku! Kin-dza-dza (Ку! Кин-дза-дза) de Gueorgui Danielia
- 2014 : Coup de solei (Солнечный удар) de Nikita Mikhalkov
- 2018 : Sobibor (Собибор) de Constantin Khabenski

## Récompenses et distinctions
- 2013 : Prix spécial du jury « Pour un style contemporain de pensée cinématographique » au festival Fenêtre sur l'Europe pour le film Dog Paradise
- 2016 : Prix Stanislav et Andrei Rostotski au XXIVe festival Fenêtre sur l'Europe pour le film Il était une fois nous